# Kalbe (Dolna Saksonia)
Kalbe (wym. MAF: [ˈkalbə], posłuchajⓘ) – miejscowość i gmina w północnych Niemczech, w kraju związkowym Dolna Saksonia, w powiecie Rotenburg (Wümme), wchodzi w skład gminy zbiorowej Sittensen.